# Odezenne
Odezenne est un groupe français de musique alternative, originaire de Bordeaux. Formé par Alix Caillet, Jacques Cormary et Mattia Lucchini, le groupe compte six albums studio et deux EP.

## Historique

### Formation et débuts (2003–2007)
Alix et Mattia se rencontrent au collège, en classe de cinquième. Le premier vient de région parisienne, l’autre de Milan, en Italie. Ils forment un groupe de rock nommé Satanic Spirit, sans donner suite à cette aventure musicale. Leurs chemins se séparent en 1999 quand Alix part vivre à l'étranger, d'abord à Oxford puis à Bilbao. C'est à cette période qu'il commence à écrire. Retrouvant Mattia à Bordeaux quatre ans après, ils forment O2zen : « Odezenne, c'était le nom de notre ancienne proviseure, on l'a utilisé dans un freestyle, ça nous a fait marrer, on l'a gardé », explique Alix. Ils enregistrent leur premier morceau en 2004. Les deux amis rencontrent par la suite Jacques, à l'époque Jaco H17, originaire de Choisy-le-Roi dans le Val-de-Marne et qui a quitté l'école en 3e pour travailler à Rungis.
Entre 2004 et 2007, ils composent leurs premiers morceaux ensemble. À l'issue de cette période, un ami leur propose une première partie à l'Inca, une cave-concert des années 2000 à Bordeaux. Odezenne remplit la salle et y retourne à trois reprises en avril 2007, l'occasion pour eux de recruter DJ Lodjeez. Ils décident alors d'enregistrer un premier disque, de faire des concerts et montent leur label Universeul. Ils veulent en faire une « major indépendante ».

### sans. chantilly(2008–2010)
Leur première sortie, l'album auto-produit sans. chantilly est publiée en novembre 2008, et saluée par la presse spécialisée,,.
À peine douze jours après sa sortie, l'album se retrouve deux semaines en page d'accueil de la naissante plateforme musicale Deezer. Les 1 000 exemplaires pressés s'écoulent rapidement sans aucune distribution en magasin. Le disque sera réédité en novembre 2013.

### O.V.N.I(2011–2013)
En mars 2011, leur deuxième sortie est un street album, intitulé O.V.N.I _Orchestre Virtuose National et Incompétent, il sort après onze mois de travail. Le disque est cette fois-ci distribué dans quelques magasins. Face au bouche à oreille grandissant, Odezenne réédite l’album en 2012 dans une version augmentée de cinq titres intitulée L’édition Louis XIV.
Le groupe est programmé dans divers festivals, entre autres Les Vieilles Charrues, Les Eurockéennes de Belfort, Le Paléo Festival de Nyon en Suisse, Solidays, Les Francofolies de La Rochelle, le Fusion Festival en Allemagne. En octobre 2013, à l’occasion de son centième concert, le groupe sort un EP live enregistré aux Vivres de l'art à Bordeaux, un lieu alternatif dédié à la sculpture et à la musique live, et annonce son départ à Berlin.

### Rien(2014)

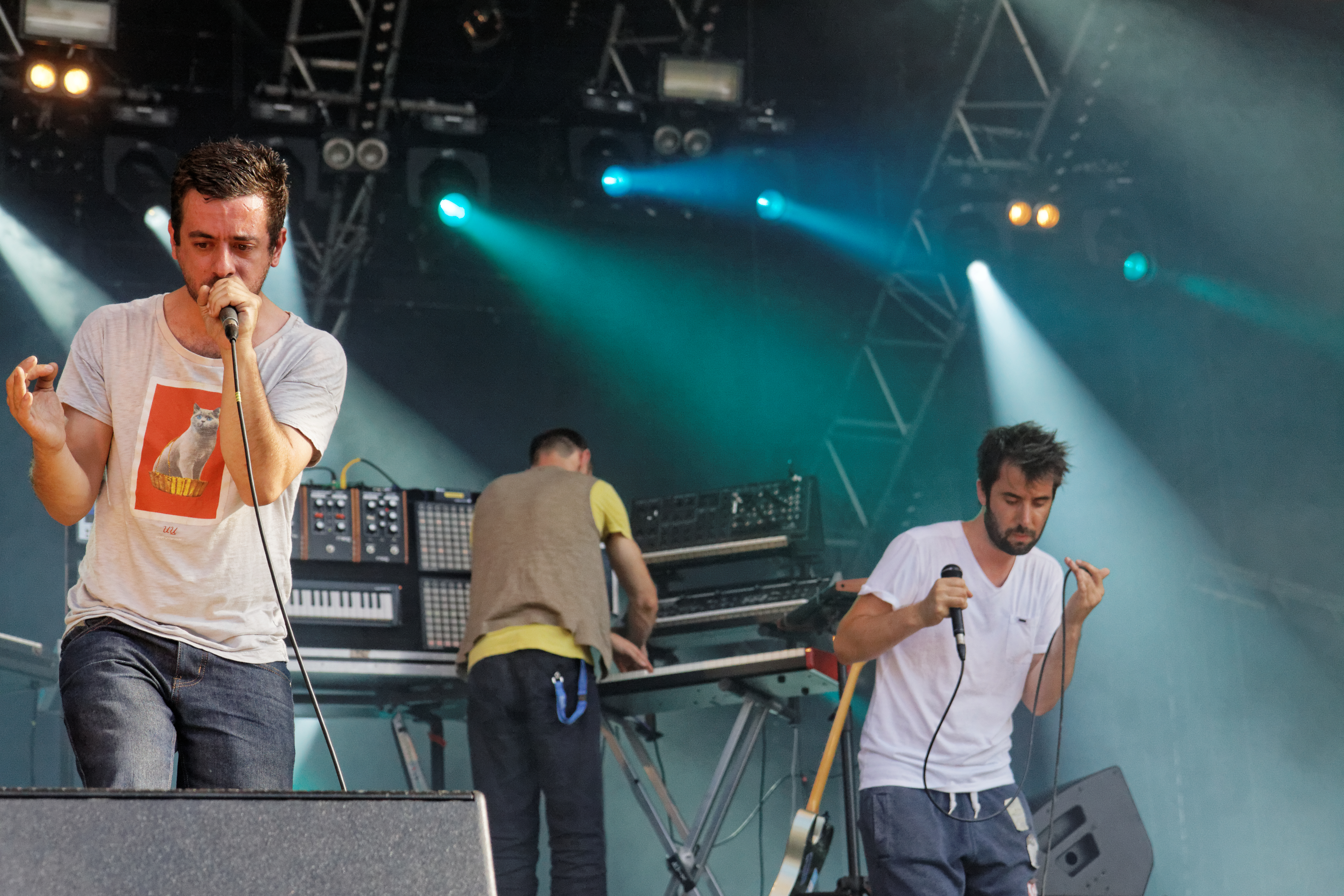
Odezenne au festival des Vieilles Charrues en 2014.

Le 21 avril 2014, le groupe publie le titre Rien, extrait de l’EP du même nom qui parait en mai 2014. C'est le prélude d'un nouvel album annoncé pour 2015 et enregistré à Berlin, porté par le clip Je veux te baiser, réalisé par Romain Winkler.
Le groupe décide ensuite de s'auto-produire pour son passage à l'Olympia le 10 mars 2015.
Dans une interview donnée au magazine Crumb en mai 2014, Alix révèle le départ du groupe de DJ Lodjeez juste avant le départ à Berlin. Alix, Mattia et Jacques passent alors sept mois à Berlin Est dans le quartier de Friedrichshain, au 2 rue Dolziger, lieu qui donnera son nom à leur premier album studio.

### Dolziger Str. 2(2015–2017)
À la suite de ce périple hivernal à Berlin, Odezenne publie Dolziger Str. 2 le 13 novembre 2015, une production Universeul

### Au Baccara(2018)
Le 12 octobre 2018, sort l'album Au Baccara avec notamment le single "Nucléaire".

### Pouchkine(2019)
Le 13 septembre 2019, sort l'EP Pouchkine.

### 1200 mètres en tout(2022-2023)
Le 7 janvier 2022, le groupe sort son cinquième album intitulé 1200 mètres en tout, qui comporte neuf titres exclusifs et évoque des thèmes auxquels ont été directement confrontés les membres du groupe : la maladie, le décès d'un proche ou la naissance prochaine d'un enfant.

### Unplugged(2023-2025)
En 2023, Odezenne sort un album acoustique intitulé Unplugged, marquant une nouvelle étape dans leur exploration musicale. Accompagnant la sortie de cet album, le groupe organise une tournée qui s'avère être un franc succès avec des dates complètement vendues à travers la France donc 4 café de la danse complet,

### DOULA (des couloirs des portières)(depuis 2025)
Le 3 juin 2025 le groupe sort son septième album nommé DOULA (des couloirs des portières) avec notamment les singles Hey Joe et Houston.

## Rôle d'Internet
Odezenne fait partie des groupes dont la carrière est liée au développement sur Internet. Le groupe se fait ainsi connaître grâce au bouche à oreille sur les réseaux sociaux.
Faute d'intérêt spontané de la part des promoteurs locaux, Odezenne se propose de modifier les méthodes habituelles de booking en créant en 2013, via Facebook, un concept participatif baptisé Odezenne à la demande. Les fans sont invités à se mobiliser dans des groupes dédiés pour une quinzaine de grandes villes. La création de ces événements virtuels, sans date et ouverts à tous les partages, déclenchera finalement une véritable tournée. Quelques heures après le lancement de l'opération, ce sont 20 000 personnes qui viendront partager ces événements et une douzaine de concerts complets seront concrétisés à Lille, Bordeaux, Marseille, Toulouse, Montpellier ou encore à Lyon,.
Ce concept est réemployé en 2016 pour une tournée jusqu'à l'Élysée Montmartre (Bikini, Aéronef, Élysée Montmartre, La Laiterie, Transbordeur, etc.),.

## Membres

### Membres actuels
- Alix Caillet — chant (depuis 2003)
- Jacques Cormary — chant (depuis 2004)
- Mattia Lucchini — clavier, guitare (depuis 2003)
- Stefano Lucchini — batterie (depuis 2014 - en tournée)

### Anciens membres
- Pierre / DJ Lodjeez – platines (2005–2013)
- Marie-Priska Caillet (†) – chant, clavier, danse (2007–2013)

## Distinctions
| Année | Cérémonie                   | Prix               | Travail nommé | Résultat   | Réf.   |
| ----- | --------------------------- | ------------------ | ------------- | ---------- | ------ |
| 2019  | Les Victoires de la musique | Meilleur album rap | Au Baccara    | Nomination | [ 23 ] |